# 慕容曦光
慕容 曦光（ぼよう ぎこう、690年 - 738年）は、唐の軍人にして、吐谷渾の首長。燕王。字は晟。従来は両唐書の記述から慕容宣超の後を慕容曦皓が嗣いだと考えられてきたが、墓誌の記述から実際には慕容曦光が嗣いだとみられている。ただし青海国王号や可汗号については確認できない。

## 生涯
690年7月8日、霊州の南衙で青海国世子慕容宣超と姑臧県主のあいだの長男として生まれた。692年、青海国王慕容忠の嫡孫として歓楽王と号した。699年、青海国王慕容宣超の嫡子として燕王と号した。慕容宣超が死去すると、慕容曦光が後を嗣いだとみられる。704年、武則天により游撃将軍の号を受け、左豹韜衛翊府左郎将を代行した。706年、唐の中宗により明威将軍の号を受け、左屯衛翊府左郎将を代行した。710年、唐の睿宗により忠武将軍の号を受け、右衛翊二府左郎将を代行した。714年、唐の玄宗により五原郡開国公に封じられ、雲麾将軍の号を加えられた。721年、武延寿の娘を妻に迎えた。六州胡の反乱鎮圧に功績を挙げ、左威衛翊府中郎将を加えられた。722年、胡族が再び反乱を起こすと、慕容曦光はまた戦功をあげて、冠軍大将軍の号を加えられ、左金吾衛将軍を代行した。723年、金紫光禄大夫の位を加えられ、光禄卿を代行した。730年、朔方節度副使とされた。738年7月23日、慕容曦光は死去した。享年は49。持節・涼州都督を追贈された。子の慕容兆が後を嗣いだ。

## 参考資料
- 大唐慕容府君墓誌銘（慕容曦光墓誌）
- 大唐故武氏墓誌之銘（慕容曦光妻太原郡夫人武氏墓誌）